# منتخب إنجلترا للباندي للسيدات
منتخب إنجلترا الوطني للباندي للسيدات (بالإنجليزية: England women's national bandy team)‏ هو ممثل إنجلترا الرسمي في المنافسات الدولية في الباندي للسيدات.